# Tanūreh
Tanūreh (persiska: تنوره) är en ort i Iran.   Den ligger i provinsen Qazvin, i den nordvästra delen av landet, 120 km nordväst om huvudstaden Teheran. Tanūreh ligger 1 921 meter över havet och antalet invånare är 130.
Terrängen runt Tanūreh är bergig. Runt Tanūreh är det ganska tätbefolkat, med 108 invånare per kvadratkilometer. Närmaste större samhälle är Mo'allem Kalāyeh, 14,8 km nordost om Tanūreh. Trakten runt Tanūreh består i huvudsak av gräsmarker.